# Решётка сексуальной ориентации Клейна
Решётка сексуальной ориентации Клейна (англ. Klein Sexual Orientation Grid, KSOG) — предложенная в 1985 году Фрицем Клейном попытка более точного определения и измерения сексуальной ориентации людей путём расширения более ранней шкалы Кинси, которая предоставляет лишь семь градаций от 0 (исключительно гетеросексуальная ориентация) до 6 (исключительно гомосексуальная ориентация).

## Отличия от шкалы Кинси
Поскольку большинство людей имели (и, по всей вероятности, продолжают иметь) сексуальный опыт в рамках бинарного выбора — иметь этот опыт со своим полом или с противоположным, Альфред Кинси предложил шкалу сексуальной ориентации с семью интервалами, начиная с 0 (исключительно гетеросексуальный опыт) и заканчивая 6 (исключительно гомосексуальный опыт). Идя по шкале вверх, мы можем самоопределиться, например, как «Преимущественно гетеросексуал, но гомосексуальные контакты нередки», что соответствует интервалу 2, или наоборот, «Преимущественно гомосексуал, лишь изредка практикующий гетеросексуальные контакты», что соответствует интервалу 5, или в любой из соответствующих промежуточных градаций. Посередине шкалы интервал 3 соответствует понятию «бисексуал». Дополнительно вводится категория X — для людей, вообще не испытывающих никакого сексуального влечения, то есть асексуальных.
Ограничением шкалы Кинси является то, что она фокусируется на личном сексуальном опыте и фантазиях человека в прошлом и в настоящее время, не разделяя прошлое, настоящее и будущее время, а также не подразделяет реальный сексуальный опыт и фантазии, желания, влечения.

## Описание решётки Клейна
В надежде на лучшее понимание природы человеческой сексуальности и её изменчивости в течение жизни Фриц Клейн разработал и предложил более точную шкалу с тремя измерениями, фиксирующими сексуальный опыт и фантазии человека в трёх временных периодах: в настоящее время (последние 12 месяцев на момент интервью), в прошлом (до года перед интервью) и будущий идеал половой жизни, каким он представляется самому человеку (который также более или менее точно отражает будущие намерения, предвидения и предчувствия индивида). Шкала с тремя временными осями, введённая Клейном, отражает концепцию изменчивости человеческой сексуальности в течение его жизни.
Введение семи различных параметров позволяет более точно учесть не только фактический сексуальный опыт индивида, но и многие другие факторы. Таким образом, решётка Клейна придерживается представления о том, что желаемый идеал половой жизни не обязательно совпадает с фактическим половым поведением индивида. Шкала Клейна также представляет понимание, что сексуальное поведение индивида не обязательно совпадает или обозначает его сексуальную ориентацию. Кроме того, если два индивида имеют одинаковую сексуальную идентичность или сексуальную ориентацию, это не обязательно означает, что они имеют одинаковые сексуальные практики или одинаковое сексуальное поведение.
| Параметры | Параметры                                                             | Прошлое | Настоящее | Идеал |
| --------- | --------------------------------------------------------------------- | ------- | --------- | ----- |
| A         | Сексуальное влечение Sexual Attraction                                |         |           |       |
| B         | Сексуальное поведение Sexual Behavior                                 |         |           |       |
| C         | Сексуальные фантазии Sexual Fantasies                                 |         |           |       |
| D         | Эмоциональные предпочтения Emotional Preference                       |         |           |       |
| E         | Социальные предпочтения Social Preference                             |         |           |       |
| F         | Гетеро-/гомосексуальный образ жизни Heterosexual/Homosexual Lifestyle |         |           |       |
| G         | Самоидентификация Self Identifikation                                 |         |           |       |

| Баллы | для параметров A, B, C, D, E   | для параметров F, G          |
| ----- | ------------------------------ | ---------------------------- |
| 1     | только противоположный пол     | только гетеросексуальный     |
| 2     | в основном противоположный пол | в основном гетеросексуальный |
| 3     | больше противоположный пол     | больше гетеросексуальный     |
| 4     | оба пола одинаково             | бисексуальный                |
| 5     | больше свой пол                | больше гомосексуальный       |
| 6     | в основном свой пол            | в основном гомосексуальный   |
| 7     | только свой пол                | только гомосексуальный       |

|   | Параметр                   | Пояснения параметров решётки Клейна |
| - | -------------------------- | --- |
| A | Сексуальное влечение       | Гетероэротизм — гомоэротизм: К людям какого пола Вы испытываете сексуальное влечение? Лица какого пола Вас эротически возбуждают и привлекают в качестве потенциальных сексуальных партнёров?  |
| B | Сексуальное поведение      | Гетеросексуальное поведение — гомосексуальное поведение: Люди какого пола являются Вашими реальными сексуальными партнёрами? С кем Вы целовались, обнимались и совершали сексуальные действия? |
| C | Сексуальные фантазии       | Людей какого пола Вы воображаете в Ваших эротических мечтах и при мастурбации? |
| D | Эмоциональные предпочтения | Гетерофилия — гомофилия: На людей какого пола направлены Ваши эмоции? В кого Вы влюбляетесь? С кем Вы предпочитаете поддерживать тесные личные отношения?                                      |
| E | Социальные предпочтения    | Гетеросоциальность — гомосоциальность: С лицами какого пола Вы предпочитаете общаться, совместно работать, проводить свободное время? С кем Вы чувствуете себя наиболее комфортно?             |
| F | Образ жизни                | Гетеросексуальный образ жизни — гомосексуальный образ жизни: В обществе людей какой сексуальной ориентации Вы проводите больше свободного времени?                                             |
| G | Самоопределение            | Как Вы сами определяете себя? |

Каждый из трёх столбцов решётки («Прошлое», «Настоящее», «Идеал») заполняется значениями от 1 до 7 по каждому из параметров. Таким образом, в результате будут заполнены 21 клетки решётки. Так как решётка не подразумевает асексуальности, то в этом случае соответствующие графы можно оставить пустыми или поставить прочерк.